# Bagačiće
Bagačiće (cyr. Багачиће) – wieś w Serbii, w okręgu zlatiborskim, w gminie Sjenica. W 2011 roku liczyła 66 mieszkańców.